# Стеблянки (зупинний пункт)
Стебля́нки — пасажирський залізничний зупинний пункт Сумської дирекції Південної залізниці на лінії Боромля — Лебединська.
Розташований у селі Стеблянки Сумського району Сумської області між станціями Боромля (12 км) та Рябушки (6 км).
На платформі зупиняються приміські поїзди.